# 7 مايو
- السبت
- الأحد
- الاثنين
- الثلاثاء
- الأربعاء
- الخميس
- الجمعة

- 2628 شوال 1446  هـ
- 2729 شوال 1446  هـ
- 2830 شوال 1446  هـ
- 291 ذو القعدة 1446  هـ
- 302 ذو القعدة 1446  هـ
- 13 ذو القعدة 1446  هـ
- 24 ذو القعدة 1446  هـ
- 35 ذو القعدة 1446  هـ
- 46 ذو القعدة 1446  هـ
- 57 ذو القعدة 1446  هـ
- 68 ذو القعدة 1446  هـ
- 79 ذو القعدة 1446  هـ
- 810 ذو القعدة 1446  هـ
- 911 ذو القعدة 1446  هـ
- 1012 ذو القعدة 1446  هـ
- 1113 ذو القعدة 1446  هـ
- 1214 ذو القعدة 1446  هـ
- 1315 ذو القعدة 1446  هـ
- 1416 ذو القعدة 1446  هـ
- 1517 ذو القعدة 1446  هـ
- 1618 ذو القعدة 1446  هـ
- 1719 ذو القعدة 1446  هـ
- 1820 ذو القعدة 1446  هـ
- 1921 ذو القعدة 1446  هـ
- 2022 ذو القعدة 1446  هـ
- 2123 ذو القعدة 1446  هـ
- 2224 ذو القعدة 1446  هـ
- 2325 ذو القعدة 1446  هـ
- 2426 ذو القعدة 1446  هـ
- 2527 ذو القعدة 1446  هـ
- 2628 ذو القعدة 1446  هـ
- 2729 ذو القعدة 1446  هـ
- 281 ذو الحجة 1446  هـ
- 292 ذو الحجة 1446  هـ
- 303 ذو الحجة 1446  هـ
- 314 ذو الحجة 1446  هـ
- 15 ذو الحجة 1446  هـ
- 26 ذو الحجة 1446  هـ
- 37 ذو الحجة 1446  هـ
- 48 ذو الحجة 1446  هـ
- 59 ذو الحجة 1446  هـ
- 610 ذو الحجة 1446  هـ

7 مايو أو 7 أيَّار أو 7 مايس أو 7 نوَّار أو يوم 7 \ 5 (اليوم السابع من الشهر الخامس) هو اليوم السابع والعشرون بعد المئة (127) من السنوات البسيطة، أو اليوم الثامن والعشرون بعد المئة (128) من السنوات الكبيسة وفقًا للتقويم الميلادي الغربي (الغريغوري). يبقى بعده 238 يوما لانتهاء السنة.

## أحداث
- 1104 - السلاجقة يتغلبون على الصليبيين في معركة حران.
- 1250 - فك أسر ملك فرنسا لويس التاسع وخروجه من محبسه في دار ابن لقمان بمدينة المنصورة في مصر.
- 1875 - اليابان وروسيا توقعان على اتفاقية تبادل «ساخالين» وأرخبيل «تيشيما».
- 1907 - قوات عبد العزيز آل سعود تنهي تمرد قام به زعيم قبيلة مطير فيصل الدويش.
- 1914 - أول باخرة تعبر قناة بنما.
- 1920 - تأسيس بنك مصر.
- 1945 - ألمانيا النازية تستسلم لقوات الحلفاء دون قيد أو شرط في الحرب العالمية الثانية، وانتهاء النازية.
- 1946 - تأسيس «شركة طوكيو لهندسة الاتصالات»، وتغير اسم الشركة فيما بعد إلى «سوني»، وكان أول منتج صناعي لها هو جهاز لطبخ الأرز.
- 1952 - ظهور التطبيقات النظرية للدوائر المتكاملة والتي أصبحت نواة كل حاسوب أو جهاز إلكتروني.
- 1960 - ليونيد بريجنيف يتولى رئاسة الاتحاد السوفيتي.
- 1992 - الانطلاقة الأولى لمركبة الفضاء الأمريكية «إنديفور».
- 1998 -
  - شركة أبل تعلن عن جهاز آي ماك.
  - شركة دايملر بنز الألمانية المنتجة لسيارات ماركة مرسيدس تشتري شركة السيارات الأمريكية العملاقة كرايسلر نظير 40 مليار دولار مشكلتين بذلك أكبر شركة سيارات عالمية باسم دايملر كرايسلر.
- 2002 - تحطم طائرة مصر للطيران الرحلة رقم 843 بعد اصطدامها بجبل أثناء هبوطها في مطار تونس قرطاج الدولي.
- 2004 - الرئيس الروسي فلاديمير بوتين يؤدي اليمين الدستورية لولاية ثانية.
- 2005 - قائد الجيش اللبناني الأسبق ورئيس الحكومة العسكرية العماد ميشال عون يعود إلى لبنان بعد سنوات قضاها في المنفى.
- 2008 -
  - اشتباكات مسلحة في بيروت وبعض المناطق اللبنانية بين أنصار الموالاة والمعارضة بما يشبه حربًا أهلية مصغرة.
  - دميتري ميدفيديف يتولى الرئاسة في روسيا الاتحادية خلفًا لفلاديمير بوتين.
- 2010 - حزب المحافظين بزعامة ديفيد كاميرون يحصل على أكبر عدد من الأصوات في الانتخابات التشريعية البريطانية بدون حصوله على الغالبية المطلقة التي تمكنه من تشكيل الحكومة بشكل تلقائي.
- 2012 - فلاديمير بوتين يؤدي اليمين رئيسًا لروسيا الاتحادية ليخلف دميتري ميدفيديف في المنصب.
- 2016 - السعودية تُعلن عن إعادة هيلكة لعدد من أجهزة الدولة نتج عنها دمج عدد من الوزارات والهيئات واستحداث أخرى.
- 2017 - فوز إيمانويل ماكرون بالانتخابات الرئاسية الفرنسية بنسبة 66.1% مُقابل 33.9% لمنافسته مارين لوبن.
- 2020 - علماء الفلك يعلنون عن اكتشاف أول ثقب أسود قريب من الأرض في نظام النجوم يحمل اسم HR 6819 ويمكن رؤيته بالعين المجردة.
- 2022 - فوز التونسية أُنس جابر، المصنفة العاشرة عالمياً في بطولة مدريد المفتوحة للأساتذة، بعد فوزها على الأمريكية جيسيكا بيغلا، لتصبح أول لاعبة عربية وإفريقية تفوز بأحد بطولات التنس الكُبرى التسع.
- 2025 - الهند تشن هجمات صاروخية على أهدافٍ في باكستان، والأخيرة ترد بضرباتٍ مدفعية.

## مواليد
- 1833 - يوهانس برامس، موسيقي ألماني.
- 1840 - بيتر إليتش تشايكوفسكي، موسيقي روسي.
- 1847 - أرشيبالد بريمروز، رئيس وزراء المملكة المتحدة.
- 1861 - روبندرونات تاكور، أديب وفيلسوف هندي حاصل على جائزة نوبل في الأدب عام 1913.
- 1867 - فواديسواف ريمونت، أديب بولندي حاصل على جائزة نوبل في الأدب عام 1924.
- 1884 - داود أبو شقرا، ضابط شرطة لبناني.
- 1901 - غاري كوبر، ممثل أمريكي.
- 1929 - توفيق زياد، شاعر فلسطيني.
- 1939 - سيدني ألتمان، عالم كيمياء حيوية أمريكي حاصل على جائزة نوبل في الكيمياء عام 1989.
- 1942 - ناجي أنجلو، ممثل مصري.
- 1950 - سعد الدين شاهين، شاعر وكاتب أردني - فلسطيني.
- 1956 - جان بيتر بالكنإنده، رئيس وزراء هولندا.
- 1974 - إيان بيرس، لاعب كرة قدم إنجليزي.
- 1980 - حمد حربي، لاعب كرة قدم كويتي.
- 1998 - مستر بيست، صانع محتوى أمريكي.

## وفيات
- 685 - مروان بن الحكم، الخليفة الأموي الرابع في دمشق ومؤسس الدولة الأموية الثانية.
- 973 - الإمبراطور أوتو الأول، إمبراطور الإمبراطورية الرومانية المقدسة.
- 1682 - القيصر فيودر الثالث، قيصر روسيا القيصرية الثالث.
- 1805 - ويليام بيتي، رئيس وزراء المملكة المتحدة.
- 1843 - فريدرش هولدرلين، شاعر ألماني.
- 1932 - فقير الإصطهباناتي، شاعر إيراني.
- 1951 - وارنر باكستر، ممثل أمريكي.
- 1961 - مرهون الصفار، شاعر عراقي.
- 2007 - رياض الهمشري، ملحن مصري.
- 2016 - نورة، مغنية كويتية.

## أعياد ومناسبات
- يوم الراديو في روسيا.

## وصلات خارجية
- وكالة الأنباء القطريَّة: حدث في مثل هذا اليوم.
- النيويورك تايمز: حدث في مثل هذا اليوم.
- BBC: حدث في مثل هذا اليوم.